# The Unforgiven II
"The Unforgiven II" is een nummer van de Amerikaanse thrashmetalband Metallica. Het werd geschreven door James Hetfield, Lars Ulrich en Kirk Hammett en verscheen op het album ReLoad. Het nummer werd op 23 februari 1998 als single uitgebracht en werd geschreven als vervolg op "The Unforgiven". Beide nummers hebben dezelfde muzikale thema's. De akkoordprogressie gedurende de strofen is vergelijkbaar met die in het refrein van "The Unforgiven", evenals met de verzen in "Fade to Black". De teksten "What I've felt, what I've known," "Never free, never me" en "So I dub thee unforgiven" maken een terugkeer. Echter, het heeft een zwaar refrein en een zachte vers, in tegenstelling tot zijn voorganger, waarbij het tegenovergestelde van toepassing is. Het nummer werd sindsdien opgevolgd door "The Unforgiven III" uit het album Death Magnetic.

## NPO Radio 2 Top 2000
| Nummer met noteringen in de NPO Radio 2 Top 2000 | '17 | '18 | '19 | '20 | '21 | '22 | '23 | '24 |
| ------------------------------------------------ | --- | --- | --- | --- | --- | --- | --- | --- |
| The Unforgiven II                                | 943 | 754 | 753 | 910 | 812 | 676 | 694 | 814 |

1. ↑  Een vetgedrukt getal geeft de hoogste notering aan.
2. ↑  2017 was het eerste jaar met een notering voor dit nummer.